# Llista de peixos de Bahrain

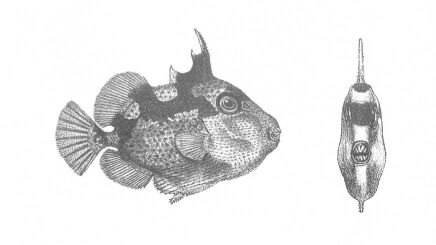
Abalistes stellaris

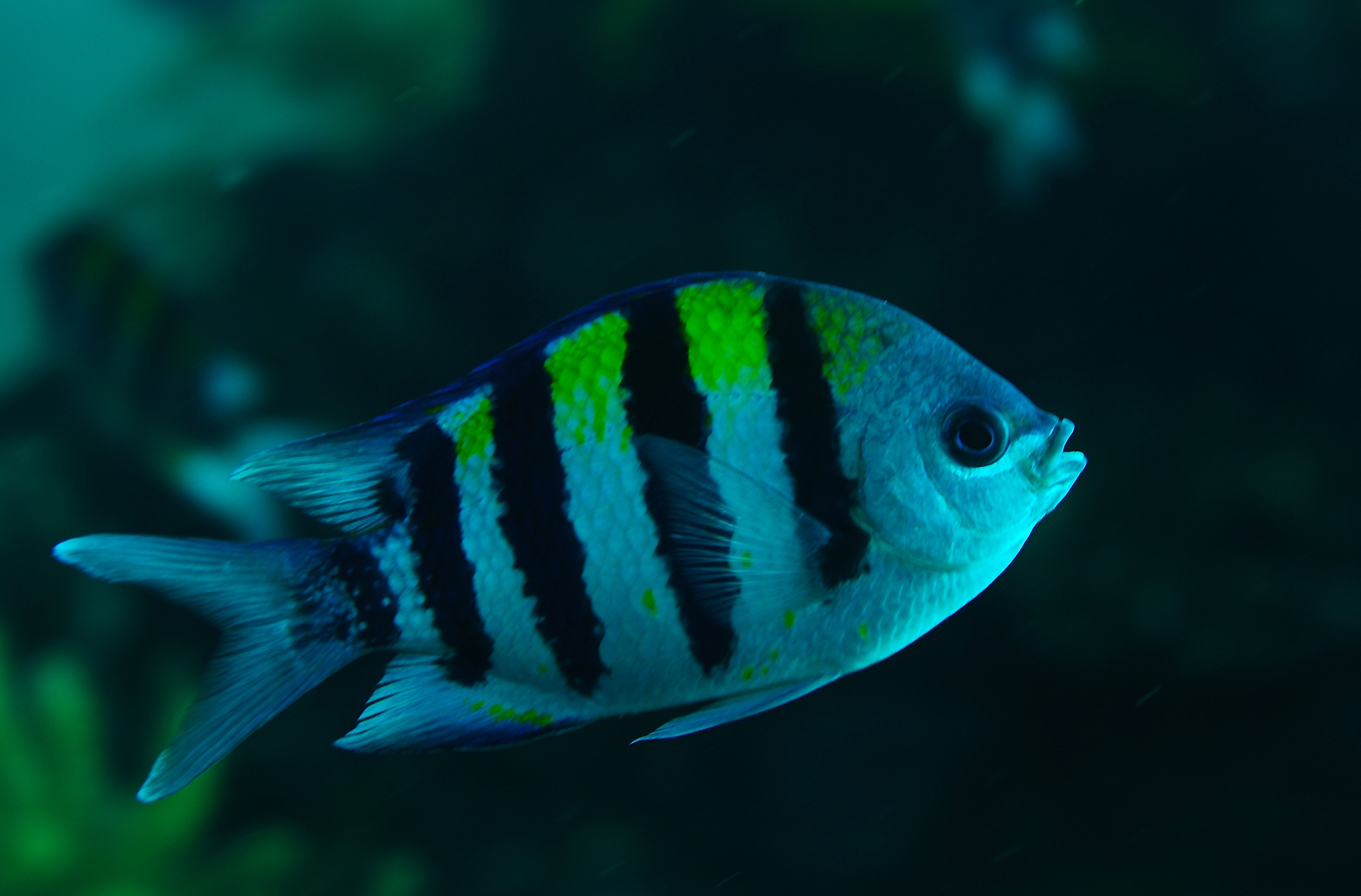
Abudefduf saxatilis

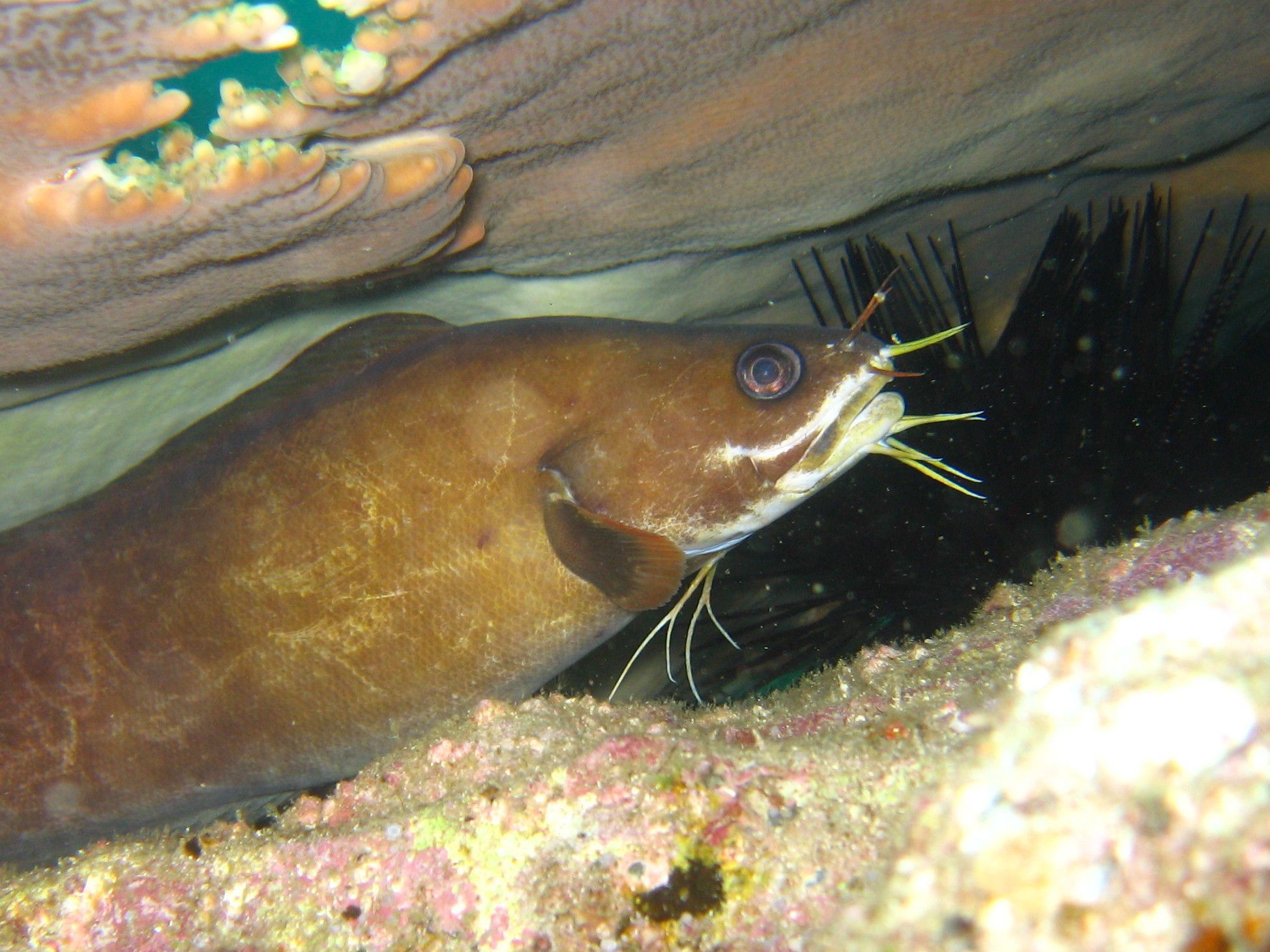
Brotula multibarbata

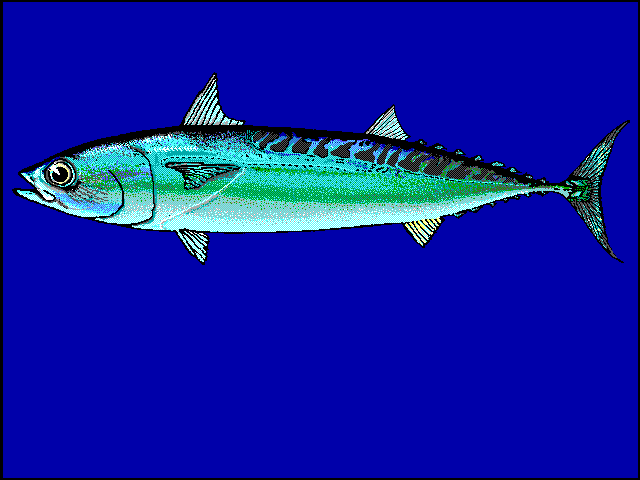
Auxis rochei rochei

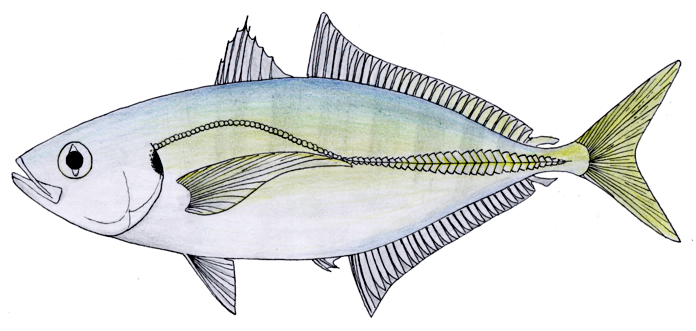
Atule mate

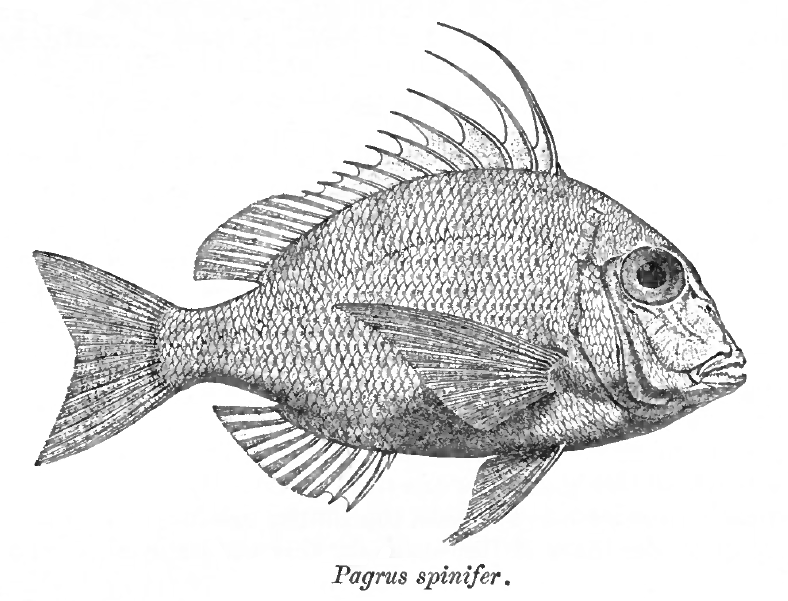
Argyrops spinifer

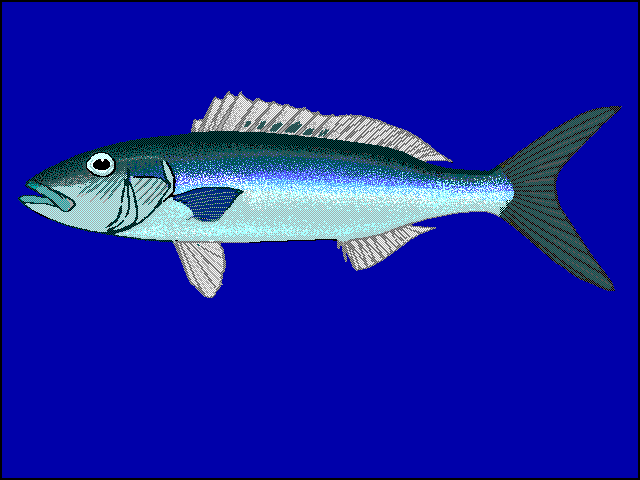
Aprion virescens

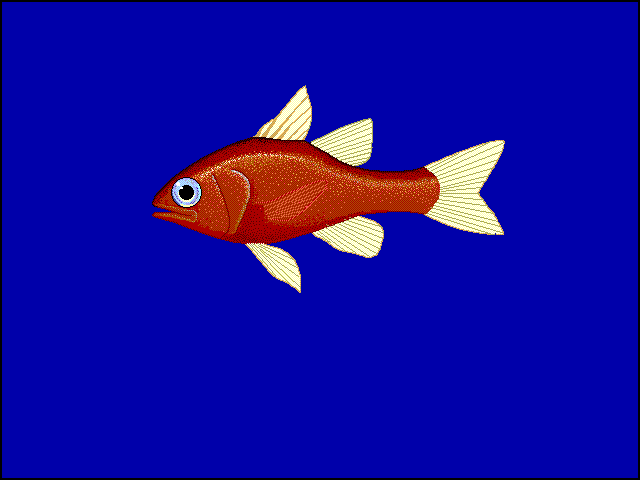
Apogon coccineus

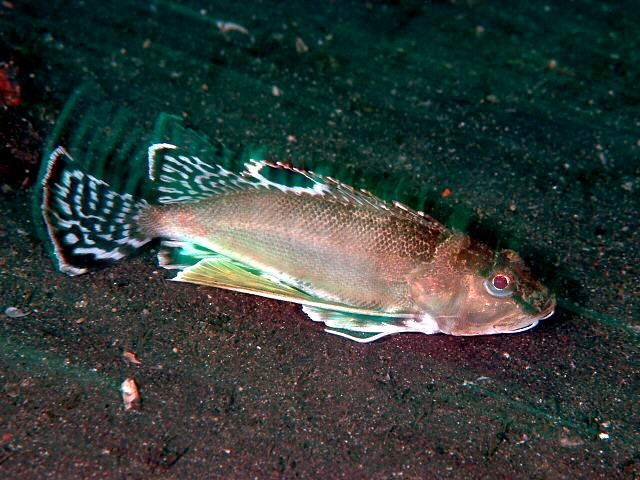
Apistus carinatus

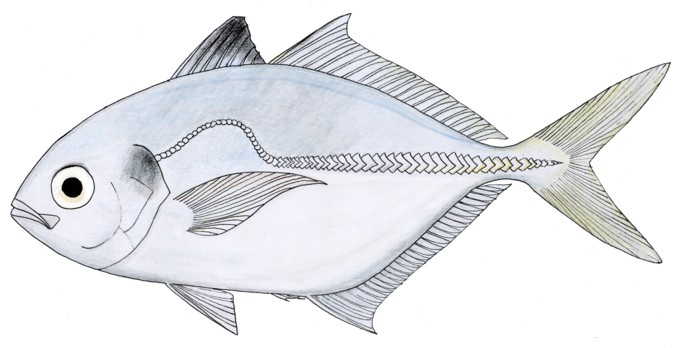
Alepes melanoptera

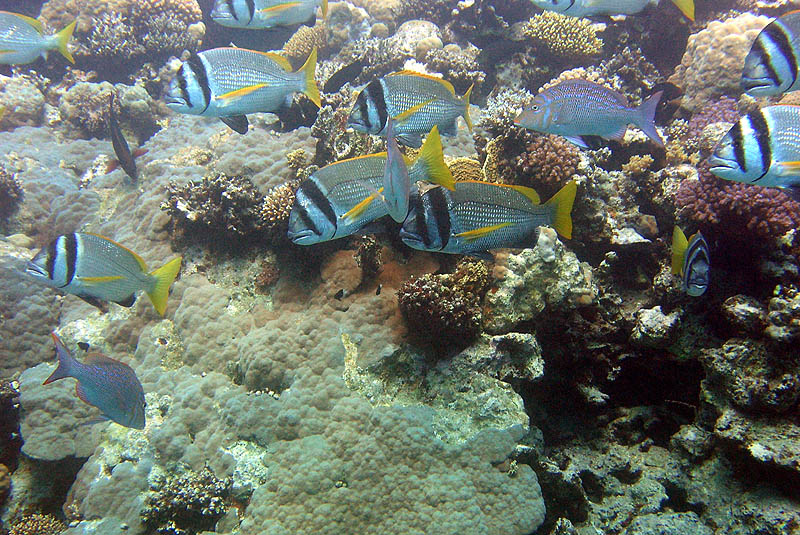
Acanthopagrus bifasciatus

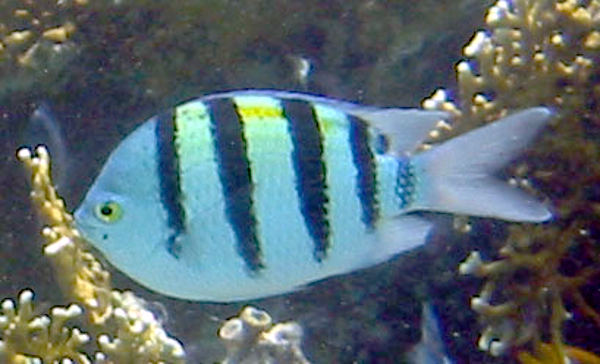
Abudefduf vaigiensis

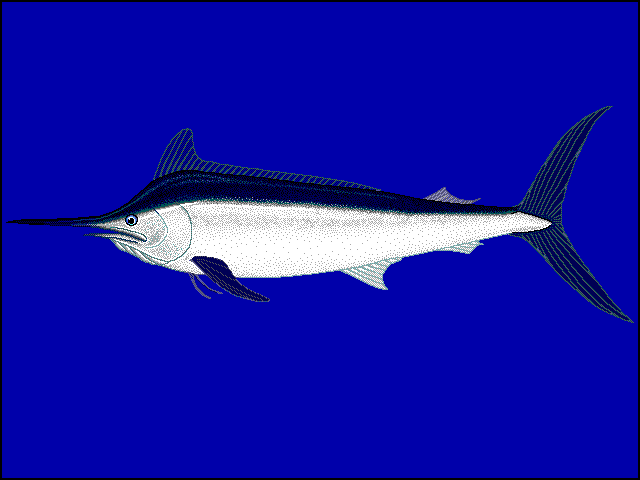
Makaira indica

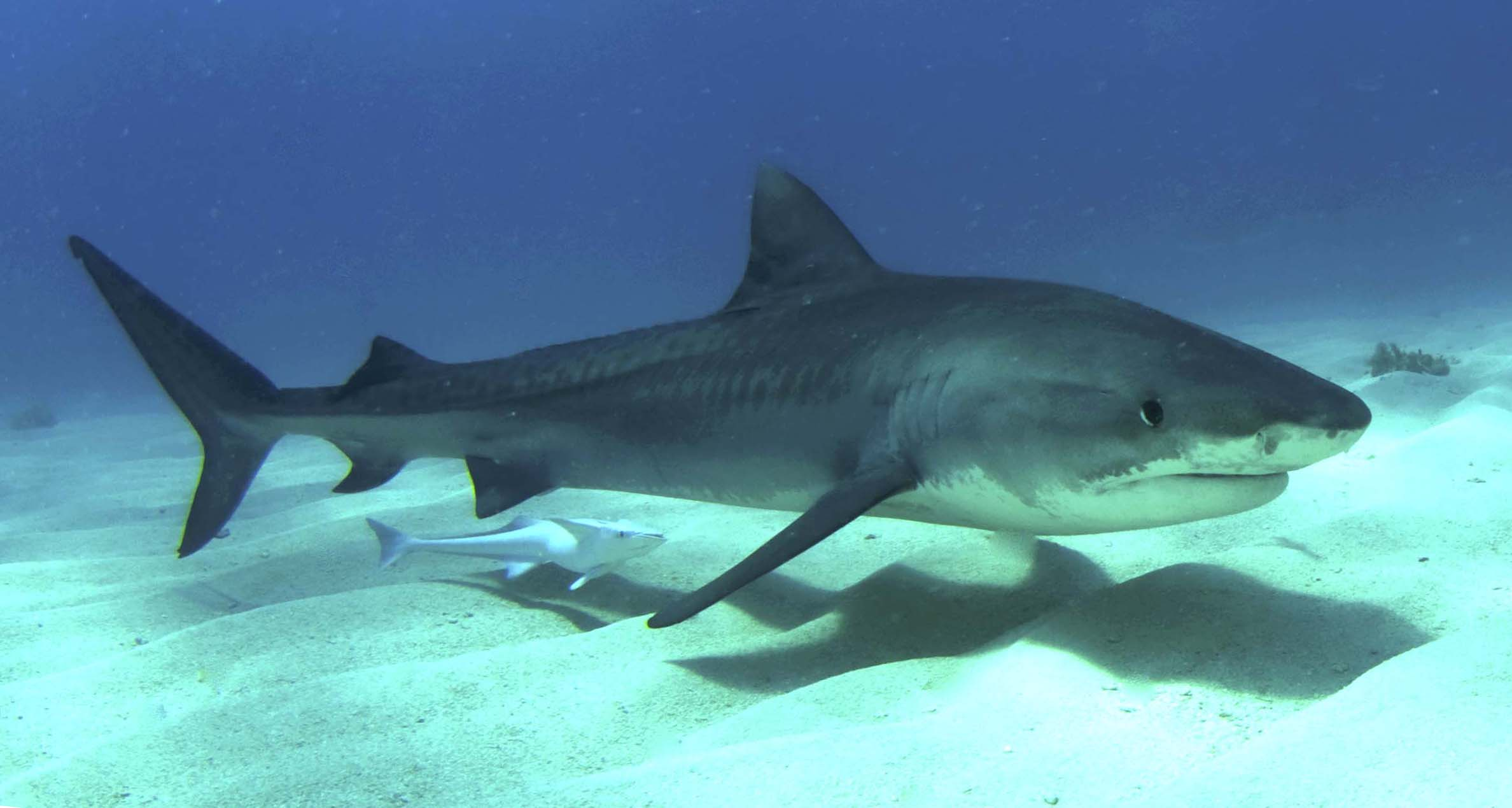
Tauró tigre (Galeocerdo cuvier)

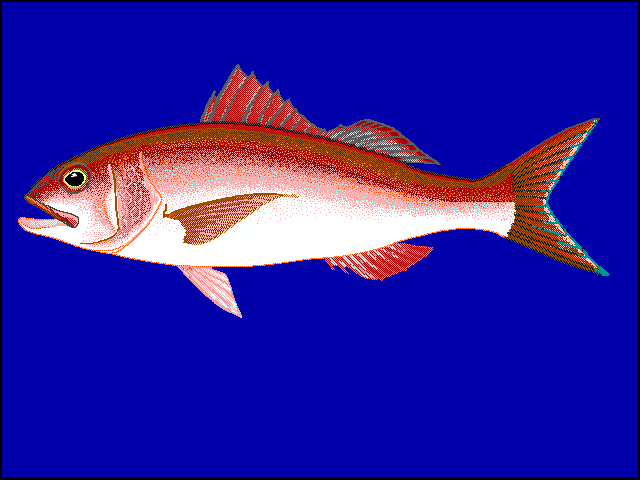
Etelis carbunculus

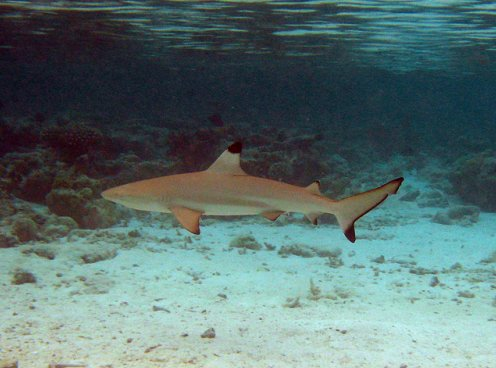
Tauró de puntes negres (Carcharhinus limbatus)

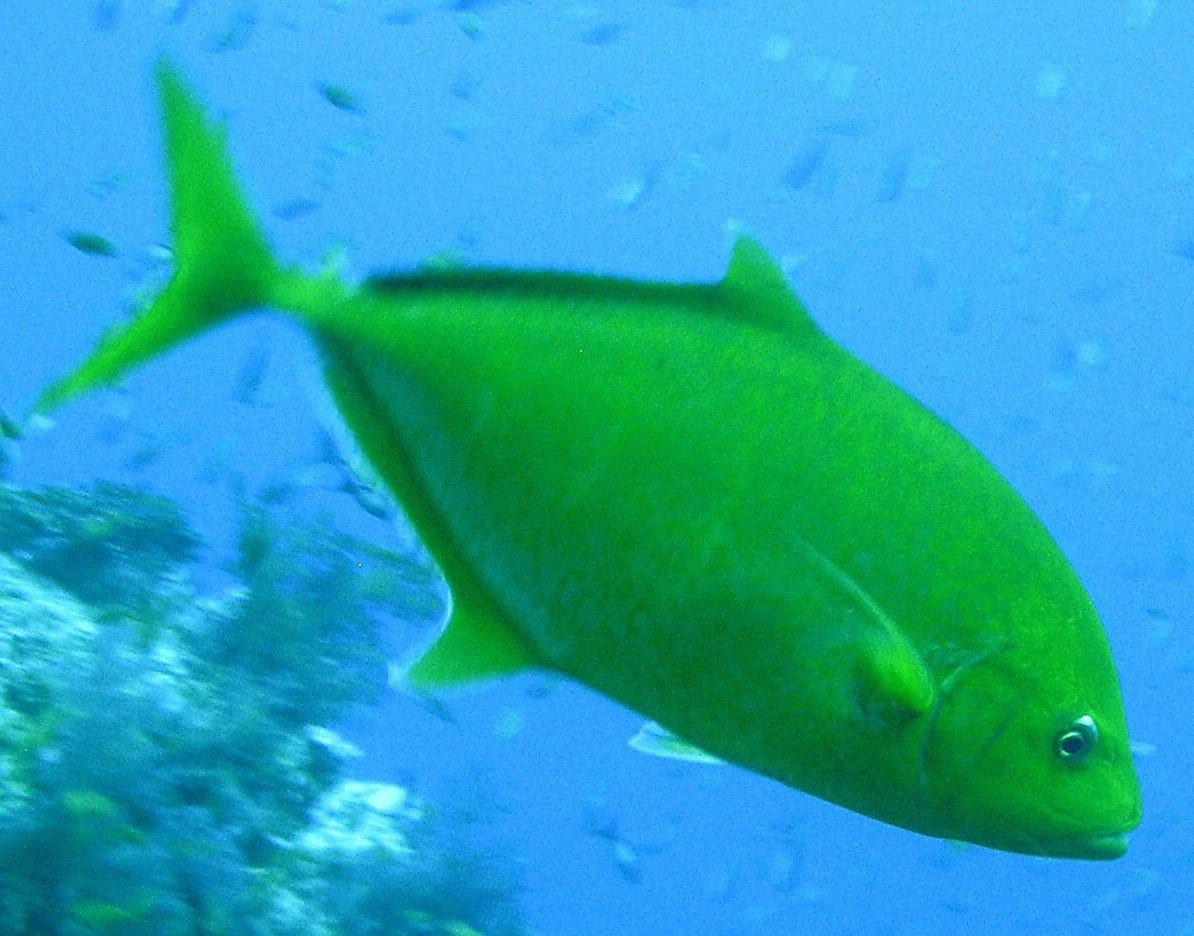
Carangoides bajad

Seriola dumerili

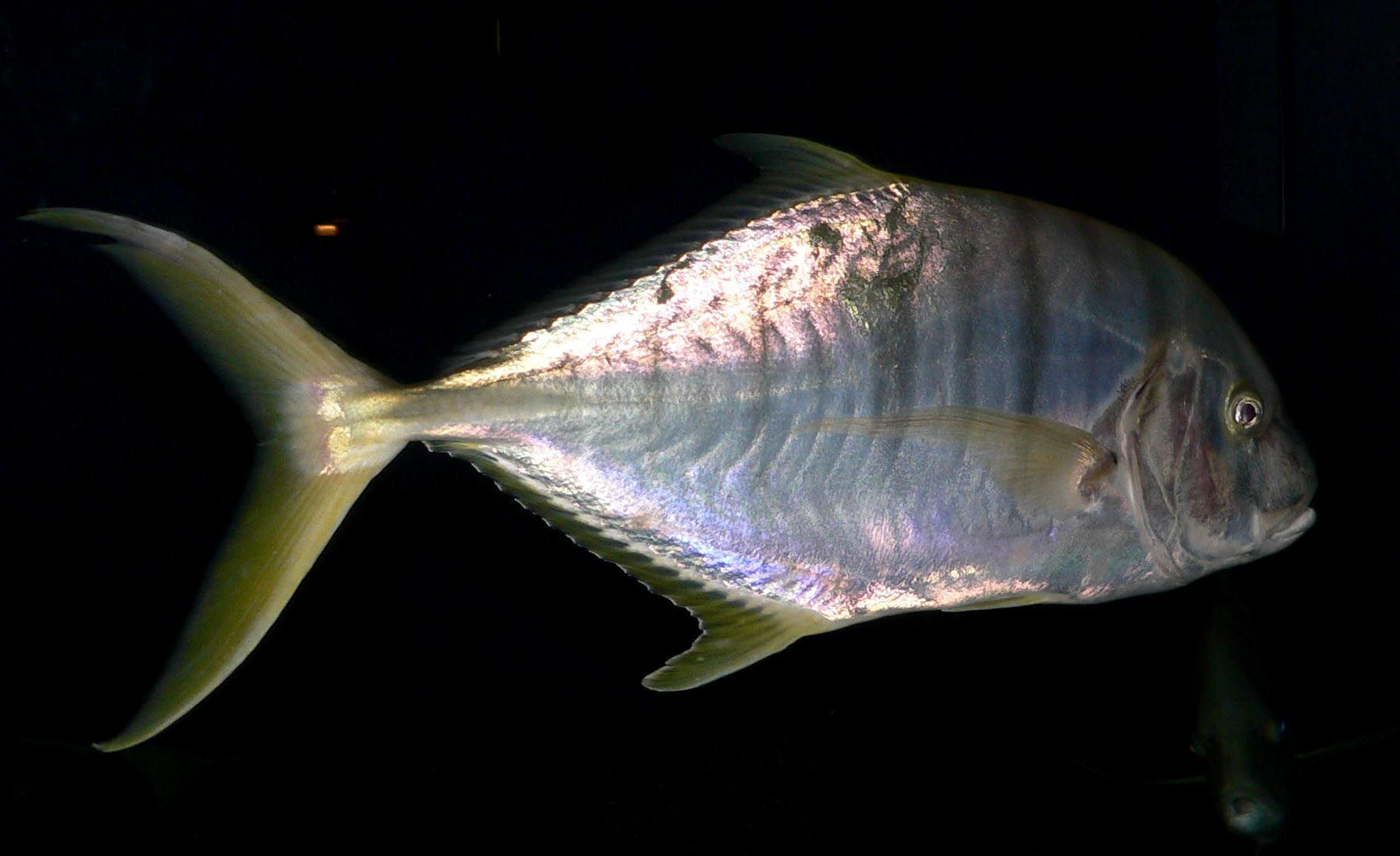
Gnathanodon speciosus

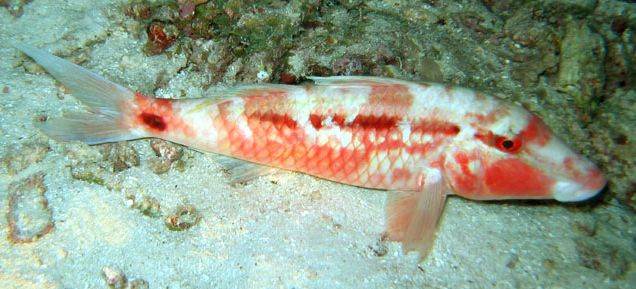
Parupeneus margaritatus

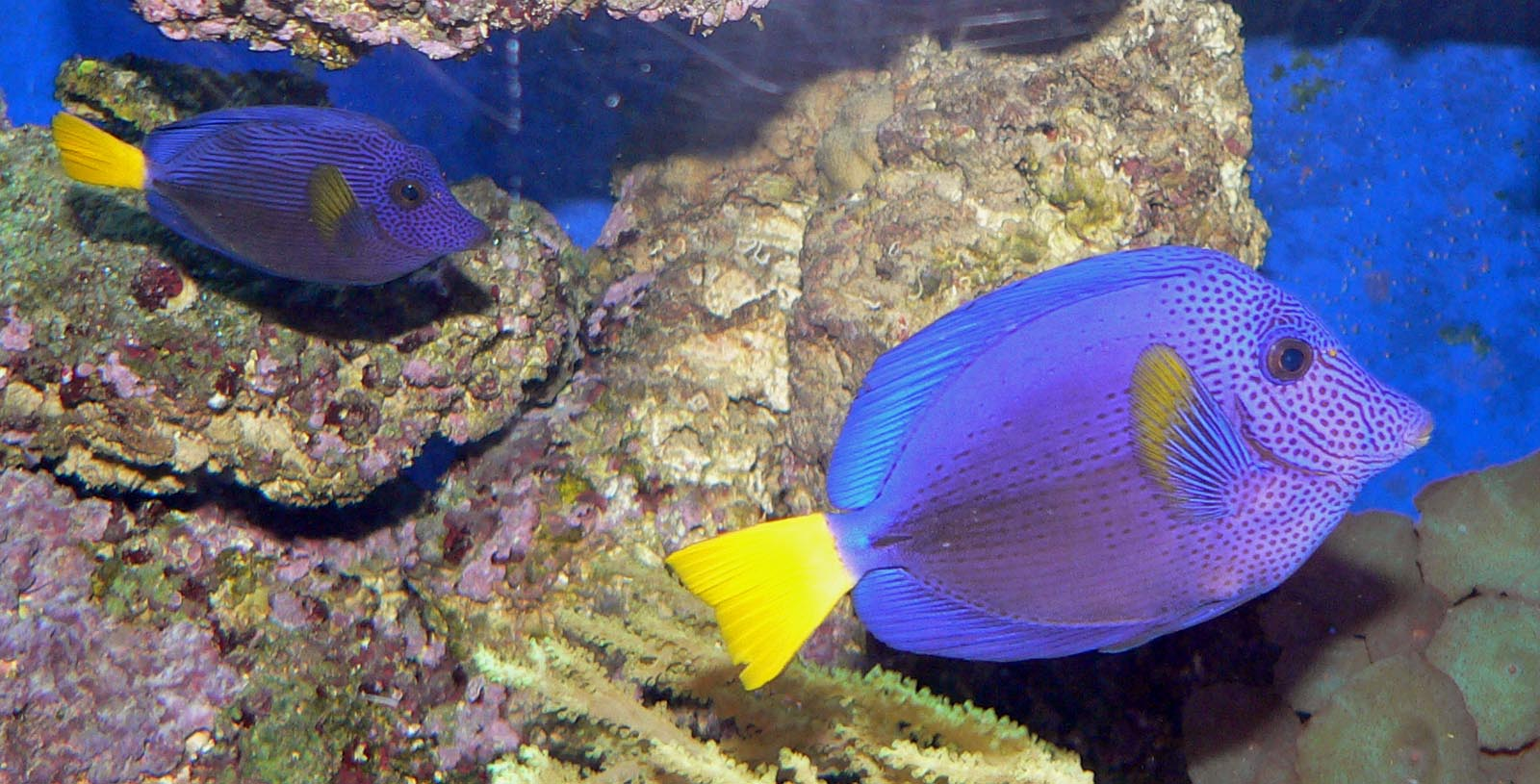
Zebrasoma xanthurum

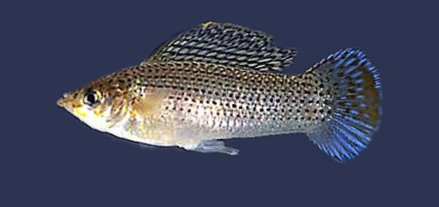
Poecilia latipinna

Aquesta llista de peixos de Bahrain -incompleta- inclou 208 espècies de peixos que es poden trobar a Bahrain ordenades per l'ordre alfabètic de llur nom científic.

## A
- Abalistes stellaris
- Abudefduf saxatilis
- Abudefduf vaigiensis
- Acanthopagrus berda
- Acanthopagrus bifasciatus
- Acanthopagrus latus
- Acanthopagrus randalli
- Aethaloperca rogaa
- Aetomylaeus nichofii
- Alectis indica
- Alepes djedaba
- Alepes melanoptera
- Alepes vari
- Amblyeleotris downingi
- Anodontostoma chacunda
- Antennablennius hypenetes
- Aphanius dispar dispar
- Apistus carinatus
- Apogon coccineus
- Apogon fasciatus
- Apogon fleurieu
- Apogon gularis
- Apogonichthyoides taeniatus
- Aprion virescens
- Argyrops spinifer
- Ariomma indicum
- Atropus atropos
- Atule mate
- Auxis rochei rochei
- Auxis thazard thazard

## B
- Bothus pantherinus
- Brachirus orientalis
- Brotula multibarbata

## C
- Caesio lunaris
- Caesio varilineata
- Callionymus filamentosus
- Carangoides bajad
- Carangoides chrysophrys
- Carangoides coeruleopinnatus
- Carangoides ferdau
- Carangoides fulvoguttatus
- Carangoides malabaricus
- Caranx sexfasciatus
- Carcharhinus amboinensis
- Carcharhinus dussumieri
- Carcharhinus limbatus
- Carcharhinus melanopterus
- Carcharhinus plumbeus
- Carcharhinus sorrah
- Cephalopholis hemistiktos
- Chaenogaleus macrostoma
- Chaetodon melapterus
- Chaetodon nigropunctatus
- Cheilodipterus persicus
- Cheimerius nufar
- Chiloscyllium arabicum
- Chiloscyllium griseum
- Chirocentrus dorab
- Chirocentrus nudus
- Chlorurus sordidus
- Choerodon robustus
- Colletteichthys dussumieri
- Coryogalops tessellatus
- Crenidens crenidens
- Cynoglossus kopsii

## D
- Dactyloptena gilberti
- Decapterus russelli
- Diagramma picta
- Diplodus sargus kotschyi
- Dussumieria acuta
- Dussumieria elopsoides

## E
- Encrasicholina devisi
- Encrasicholina punctifer
- Epinephelus areolatus
- Epinephelus bleekeri
- Epinephelus coeruleopunctatus
- Epinephelus coioides
- Epinephelus epistictus
- Epinephelus latifasciatus
- Epinephelus multinotatus
- Epinephelus polylepis
- Etelis carbunculus
- Eupleurogrammus glossodon
- Eupleurogrammus muticus
- Eusphyra blochii

## F
- Fowleria variegata

## G
- Galeocerdo cuvier
- Gerres oyena
- Gnathanodon speciosus
- Grammoplites suppositus
- Gymnura poecilura

## H
- Halichoeres stigmaticus
- Hemipristis elongata
- Heniochus acuminatus
- Herklotsichthys lossei
- Himantura uarnak
- Hypogaleus hyugaensis
- Hyporhamphus sindensis

## I
- Ilisha sirishai
- Istiophorus platypterus

## L
- Lepidotrigla bispinosa
- Lethrinus borbonicus
- Lethrinus lentjan
- Lethrinus microdon
- Lethrinus nebulosus
- Liza persicus
- Lutjanus argentimaculatus
- Lutjanus fulviflamma
- Lutjanus lutjanus
- Lutjanus malabaricus
- Lutjanus quinquelineatus
- Lutjanus russellii
- Lutjanus sanguineus

## M
- Makaira indica
- Megalaspis cordyla
- Minous monodactylus
- Mustelus mosis

## N
- Naucrates ductor
- Nematalosa nasus
- Nemipterus bipunctatus
- Nemipterus japonicus
- Nemipterus peronii
- Nemipterus randalli
- Neopomacentrus sindensis
- Nuchequula gerreoides

## O
- Okamejei pita

## P
- Pampus argenteus
- Paragaleus randalli
- Paramonacanthus arabicus
- Parapercis robinsoni
- Parascolopsis aspinosa
- Parastromateus niger
- Pardachirus marmoratus
- Parupeneus heptacanthus
- Parupeneus margaritatus
- Parupeneus seychellensis
- Pegasus volitans
- Pinjalo pinjalo
- Plectorhinchus gaterinus
- Plectorhinchus pictus
- Plectorhinchus sordidus
- Poecilia latipinna
- Pomacanthus maculosus
- Pomadasys stridens
- Priacanthus blochii
- Pristipomoides filamentosus
- Pristipomoides multidens
- Pristipomoides sieboldii
- Pseudochromis persicus
- Pseudorhombus arsius
- Pseudorhombus elevatus
- Pseudorhombus malayanus
- Pseudosynanceia melanostigma
- Pseudovespicula dracaena

## R
- Rastrelliger kanagurta
- Rhabdosargus haffara
- Rhabdosargus sarba
- Rhincodon typus
- Rhizoprionodon acutus
- Rhizoprionodon oligolinx

## S
- Sardinella albella
- Sardinella gibbosa
- Sardinella sindensis
- Scolopsis bimaculata
- Scolopsis ghanam
- Scolopsis taeniata
- Scolopsis vosmeri
- Scomberoides commersonnianus
- Scomberoides tol
- Scomberomorus commerson
- Scomberomorus guttatus
- Scorpaenopsis barbata
- Scorpaenopsis lactomaculata
- Selar crumenophthalmus
- Selaroides leptolepis
- Seriola dumerili
- Seriolina nigrofasciata
- Siganus canaliculatus
- Siganus javus
- Siganus luridus
- Sillago arabica
- Sillago attenuata
- Sillago sihama
- Sparidentex hasta
- Sphyrna mokarran
- Stegostoma fasciatum
- Stolephorus indicus
- Strongylura strongylura

## T
- Taeniura lymma
- Tenualosa ilisha
- Thalassoma lunare
- Thryssa hamiltonii
- Thryssa vitrirostris
- Thryssa whiteheadi
- Trachinotus blochii
- Trachurus indicus
- Triacanthus biaculeatus
- Trichiurus auriga
- Trichiurus lepturus

## U
- Ulua mentalis
- Upeneus doriae
- Uraspis helvola
- Uraspis uraspis

## V
- Valenciennea persica

## X
- Xyrichtys bimaculatus

## Z
- Zebrasoma xanthurum
- Zebrias captivus
- Zebrias quagga[1]